# 프라우언 에레디비시
프라우언 에레디비시(네덜란드어: Vrouwen Eredivisie)은 네덜란드의 최상위 프로 여자 축구 리그이다.

## 역사
2007년 3월 20일에 네덜란드 왕립 축구 협회(KNVB)가 기존의 아마추어 여자 축구 리그인 호프트클라서 프라우언(Hoofdklasse Vrouwen)을 대체하기 위한 차원에서 설립되었다. 2012년 2월 13일에 네덜란드 왕립 축구 협회가 벨기에 왕립 축구 협회(KBVB)와 함께 네덜란드-벨기에 단일 여자 축구 리그인 베네리그(BeNe League)를 설립하기로 결정하면서 폐지되었다가 2015년 4월 2일에 다시 설립되었다.

## 진행 방식
에레디비시 프라우언은 홈 앤 어웨이 방식의 리그전으로 진행되며 한 팀당 22경기를 치른다. 상위 2개팀은 다음 시즌 UEFA 여자 챔피언스리그 예선 1라운드에 진출한다.

## 2019-20 시즌 참가 팀
- ADO 덴하흐 (ADO Den Haag) - 헤이그(덴하흐)
- AFC 아약스 (AFC Ajax) - 암스테르담
- VV 알크마르 (VV Alkmaar) - 알크마르
- SBV 엑셀시오르 (SBV Excelsior) - 로테르담
- SC 헤이렌베인 (SC Heerenveen) - 헤이렌베인
- PSV (PSV) - 에인트호번
- FC 트벤터 (FC Twente) - 엔스헤데
- PEC 즈볼러 (PEC Zwolle) - 즈볼러